# 陳顯際
陈显际（？—1643年），號仰滹，直隶真定府真定县人，明朝地方官。

## 生平
崇祯十二年（1639年）己卯科举人，十三年庚辰科进士，户部观政。授莱阳知县。崇祯十五年（1642年）闰十一月，清军攻莱阳，知县陈显际及邑绅士宋应亨等击却之。十六年二月，清兵再次攻城，城破，知县陈显际、教谕孙尔振、典史冯昕、邑绅前工部侍郎宋玫、前吏部郎中宋应亨、中书舍人赵士骥、赠光禄寺卿姜泻里、肃宁知县张弘德、广西参将李承胤等皆不屈殉国死。

## 延伸阅读
[在维基数据编辑]
 《明史卷二百六十七》，出自《明史》